# أدفايتا محدثة

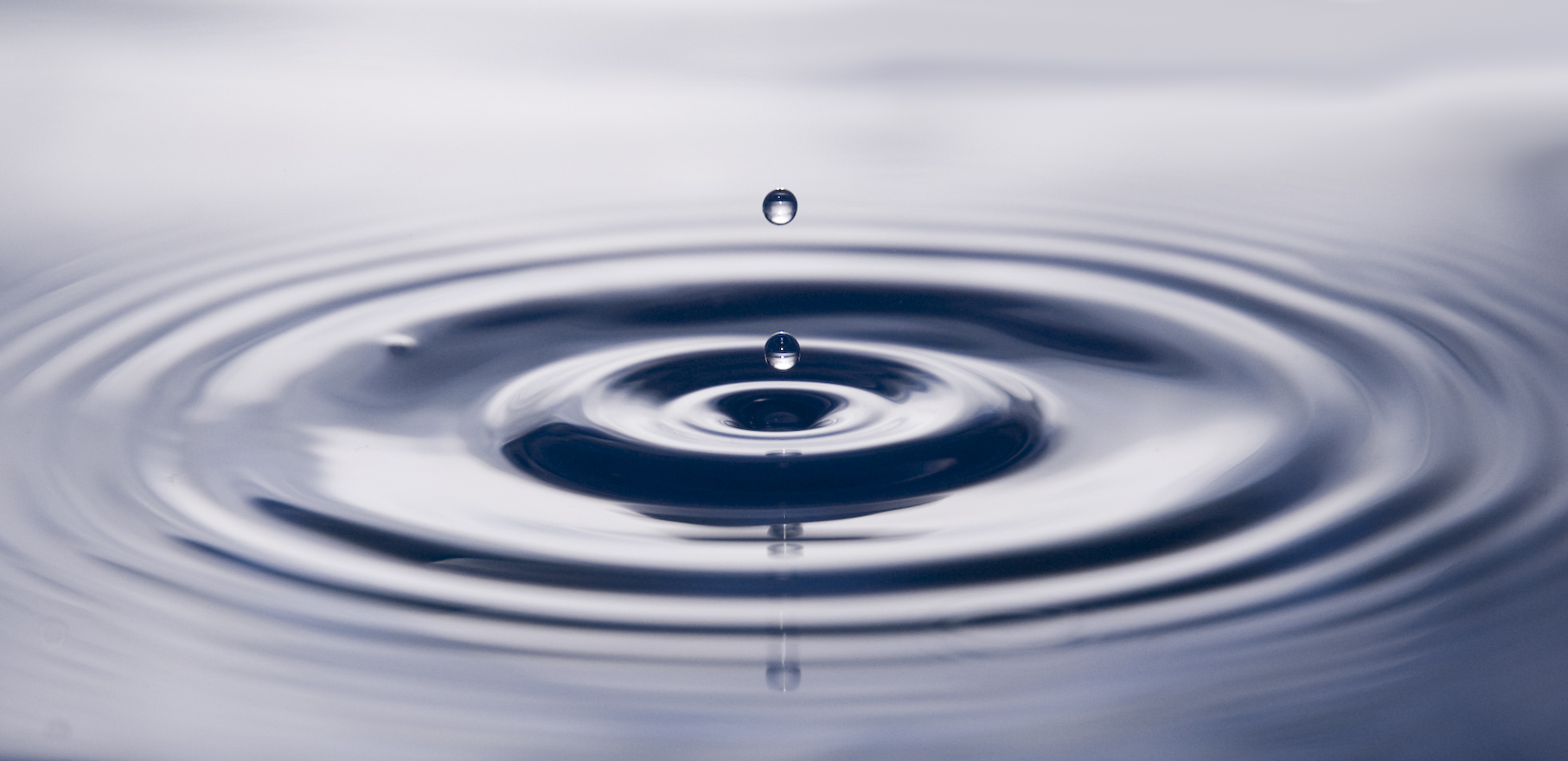

الأدفايتا المحدثة وتسمى أيضًا حركة الساتسانغ واللا ثنائية، هي حركة دينية جديدة، تؤكد على الاعتراف المباشر بعدم وجود «الأنا» أو «الذات»، دون الحاجة إلى الممارسة التمهيدية. تُستمد تعاليمها، دون ترخيص، من تعاليم الحكيم رامانا مهارشي، فسرها أيضًا ونشرها إتش. دبليو. إل. بونجا والعديد من طلابه الغربيين.
تُعد جزءًا من تيار ديني أكبر يدعى «الآنيّة» لآرثر فيرسلوس، الذي له جذوره في كل من الروحانية الغربية والشرقية. وتُعد التأثيرات الغربية هي التقاليد الباطنية الغربية مثل التعالي، و«العصر الجديد الألفي، والتمكين الذاتي والعلاج الذاتي».
لا تستخدم الأدفايتا المحدثة سوى القليل من «اللغة التقليدية أو الأطر الثقافية لأدفايتا فيدانتا»، وانتقدها البعض بسبب افتقارها إلى التدريب التمهيدي، واعتبروا تجارب التنوير التي تحدثها الأدفايتا المحدثة سطحية.

## التعاليم
تُعد الممارسة الأساسية للأدفايتا المحدثة هي تقصي الذات، من خلال السؤال «من أنا؟»، أو ببساطة الاعتراف المباشر بعدم وجود «الأنا» أو «الذات». يُعتبر هذا الاعتراف مساويًا لاعتراف أدفايتا فيدانتا بهوية أتمان وبراهمان، أو الاعتراف بـ «النفس اللا شكلية». ووفقًا لأتباع الأدفايتا المحدثة، لا داعي للممارسة التمهيدية، ولا للدراسة المطولة للنصوص الدينية أو التقاليد الدينية: وتكفي البصيرة وحدها.
يرى بونجا، الذي يُنسب له الفضل باعتباره أحد المحرضين الرئيسيين لحركة الأدفايتا المحدثة، أن هذا الإدراك يتحرر في حد ذاته من العواقب الكارمية والولادات الجديدة الإضافية. ووفقًا لبونجا «بقيت الاتجاهات الكارمية بعد التنوير، [لكن] لم يعد الشخص المستنير مرتبطًا بها، وبالتالي، لم يترتب عليه عواقب كارمية إضافية. وفقًا لكوهين، فإن بونجا «أصر على أن تحقيق الذات لا علاقة له بالسلوك الدنيوي، ولم يعتقد أن تجاوز الأنا بشكل كامل كان ممكنًا.» بالنسبة لبونجا، استندت المعايير الأخلاقية إلى فهم ثنائي للازدواجية ومفهوم العامل الفردي، وبالتالي لم تشير إلى «التنوير الا ثنائي». «بالنسبة لبونجا، كان الهدف هو تحقيق الذات؛ وكان العالم الوهمي للواقع النسبي في النهاية غير مهم».

## لمحة تاريخية
وفقًا للوكاس وفراولي فإن رامانا مهارشي هو الجذر الروحي للأدفايتا المحدثة، الذي كانت تعاليمه، وطريقته في تقصي الذات، سهلة النقل إلى الثقافة الروحية الليبرالية الفرعية في أميركا الشمالية. يعود الاهتمام الشعبي بالأديان الهندية إلى أوائل القرن التاسع عشر، حفزه أتباع الفلسفة المتعالية الأمريكيين والجمعية الثيوصوفية. في ثلاثينيات القرن العشرين، جلب الثيوصوفي بول برونتون تعاليم رامانا مهارشي إلى الغرب، في كتابه بحث في الهند السرية. بدأ باغوات سينغ، في ستينيات القرن الماضي، بتحفيز من آرثر أوزبورن، نشر تعاليم رامانا مهارشي بنشاط في الولايات المتحدة الأمريكية.
منذ سبعينيات القرن العشرين، شهد الاهتمام الغربي بالأديان الآسيوية نموًا سريعًا. أصبحت تعاليم رامانا مهارشي أكثر شعبية في الغرب بفضل إتش. دبليو. ل. بونجا وطلابه. بالإضافة إلى أن بونجا، المعروف باسم باباجي، «أخبر أو استنتج أو سمح لمئات الأفراد بأن يصدقوا بأنهم مستنيرون تمامًا ببساطة لأنهم خاضوا تجربة، أو عدة تجارب، قوية من الصحوة» بدأ هؤلاء الطلاب حركة «الأدفايتا المحدثة»، أو «الساتسانغ»، والتي أصبحت مكونًا مهمًا للروحانية الشعبية الغربية. نُشرت بواسطة المواقع الإلكترونية ومؤسسات النشر، ما وفر سهولة الوصول إلى تعاليمها.

## تأثير رامانا
أطلق لوكاس على شيوع تعاليم رامانا مهارشي في الغرب «تأثير رامانا». وفقًا للوكاس، كان رامانا مهارشي أعظم المؤيدين الحديثين لأدفايتا فيدانتا، المعروفة بتأكيدها على الاستفسار من خلال السؤال «من أنا؟» كوسيلة لبلوغ الصحوة. وفقًا لوكاس، تبعًا لتوماس سورداس، فإن نجاح هذه الحركة يرجع إلى «الممارسة المنقولة» و«الرسالة القابلة للتطبيق». تُعد ممارسة رامانا مهارشي الرئيسية، تقصي الذات عن طريق السؤال «من أنا؟»، سهلة التطبيق في سياق غير مؤسسي. لم يضطر زواره وأتباعه إلى تبني الثقافة الفيدانتية، ولا لزم أنفسهم بمؤسسة أو أيديولوجية، حتى يتمكنوا من ممارسة تقصي الذات. كانت تعاليم رامانا قابلة للنقل إلى سياق غربي. لم يطالب رامانا مهارشي نفسه بتغير الانتماء الديني، وكان هو نفسه على دراية بالأديان الغربية، مستخدماً مقتطفات من الكتاب المقدس. قلل معلمي الأدفيتا المحدثة التشديد على اللغة التقليدية والإطار العالمي للأدفيتا، مستخدمين إطارًا عالميًا عصريًا ونفسانيًا لتقديم تعاليمهم كشكل من أشكال المساعدة الذاتية، والتي تُعد سهلة الوصول لجمهور أكبر.

## الخطابات الغربية
يُعتبر النهج الغربي تجاه «تقاليد التنوير الآسيوية» انتقائي للغاية، بالاعتماد على التقاليد الآسيوية المختلفة، وكذلك «العديد من الخطابات الغربية مثل علم النفس والعلوم والسياسة». تستخدم الأدفايتا المحدثة الخطابات الغربية، مثل «العصر الجديد الألفي وزن والتمكين الذاتي والإصلاح الذاتي» لنقل تعاليمها. لا تستخدم الكثير من«اللغة التقليدية أو الأطر الثقافية للأدفيتا فيدانتا»، وهي مؤطرة في البناء الغربي للتصوف التجريبي والدائم، «لتجاهل جوانبها الاجتماعية والأخلاقية والسياسية». يؤكد هذا «الإطار الروحاني التجريبي والأزلي الحديث» على الخلود، وهي فكرة أن هناك جوهرًا صوفيًا مشتركًا لجميع الأديان، يمكن التحقق من صحته تجريبيًا من خلال التجربة الشخصية. انتشرت في الفهم الغربي للأديان الآسيوية، ويمكن إيجادها عند سوامي فيفي كاناندا وفي الفيدانتا المحدثة لسارفيبالي راذكريشنان، وأيضًا في أعمال دي. تي. سوزوكي وكتابه «الخروج عن السياق والأهمية التجريبية» لبوذية الزن. يمكن إيجادها أيضًا في الجمعية الثيوصوفي، وثقافة العصر الجديد المعاصرة، مع تأثيرات مثل كتابي ألدوس هكسلي الفلسفة الخالدة وأبواب البصيرة، وعند كتّاب مثل كين ويلبر.
يذكر غريغ لاهود أيضًا أن الأدفيتا المحدثة كأحد عناصر «التهجين الكوني، وهي عملية ترتبط فيها الجنة الروحية ببعضها البعض»، كما هو موضح في الفلسفة الأمريكية المتعالية والعصر الجديد وعلم نفس ما وراء الشخصي وتُعد أعمال كين ويلبر مثالًا على ذلك: يُدرج براون وليليداكي هذا «التهجين» في منهج «البنيوية»، مشيرين إلى أن هذا «أسلوب مبتكر»، وهو استجابة لحالة جديدة، رغم أنه يدّعي استمرارية مع «الماضي التاريخي»، «المختلق إلى حد كبير.» يرى كلًا من براون وليليداكي هذه التقاليد الناشئة حديثًا جزءًا من الاستشراق الغربي، وافتتان الثقافات الغربية بالثقافات الشرقية، وأيضًا اختزال «للمجتمعات الآسيوية وشعوبها وممارساتها وثقافاتها إلى صور جوهرية «للآخر»». يلاحظ براون وليليداكي أيضًا أن هذا الاستشراق ليس مسألة أحادية الاتجاه، لكن «كان هناك تفاعل ديناميكي بين الممثلين الآسيويين والغربيين من مختلف التقاليد الدينية على مدى السنوات ال 150 الماضية»، وأن هذا «المزج بين الفكر والممارسة» هو خلق مشترك من الحركات الدينية الحديثة في كل من الشرق والغرب.
وفقًا آرثر فيرسلوس، تشكل الأدفايتا المحدثة جزءًا من تيار ديني أكبر يسمى الآنية، «التأكيد على التنور الروحي الآني دون الكثير من الممارسة تمهيدية، إن وجدت، في إطار تقليد ديني معين.» ترجع أصولها إلى فلسفة التعالي الأمريكية. يصف فيرسلوس في كتاب المعلمون الأمريكيون: من التعالي إلى دين العصر الجديد، ظهور معلمين آنيين: معلمون لا يرتبطون بأي من الديانات التقليدية، ويعدون بالتنوير والتحرر الفوريين. ويشملون «إيكهارت تول، رام داس، وأندرو كوهن».تشير «الآنية» إلى «التأكيد الديني على البصيرة الروحية العفوية المباشرة غير الوسيطة للواقع (عادةً مع القليل من التدريب المسبق أو بدونه)، والذي يشير إلى مصطلح «التنوير».» وفقًا لفيرسلوس، فإن النزعة الآنية أمر نموذجي بالنسبة للأميركيين الذين يريدون «ثمرة الدين، ولكن ليس فرائضه.» رغم أن الآنية لها جذور في الثقافة والتاريخ الأوروبي اللذان يعود تاريخهما إلى الأفلاطونية، فهي تشمل أيضًا الفلسفة الخالدة، أشار فيرسلوس إلى رالف والدو إمرسون كسلف رئيسي لها، والذي «أكد على إمكانية المعرفة والقوة الروحية الآنية».